# Silene lacera
Silene lacera är en nejlikväxtart som först beskrevs av John Stevenson, och fick sitt nu gällande namn av John Sims. Silene lacera ingår i släktet glimmar, och familjen nejlikväxter. Inga underarter finns listade i Catalogue of Life.